# Ernest Oppenheimer

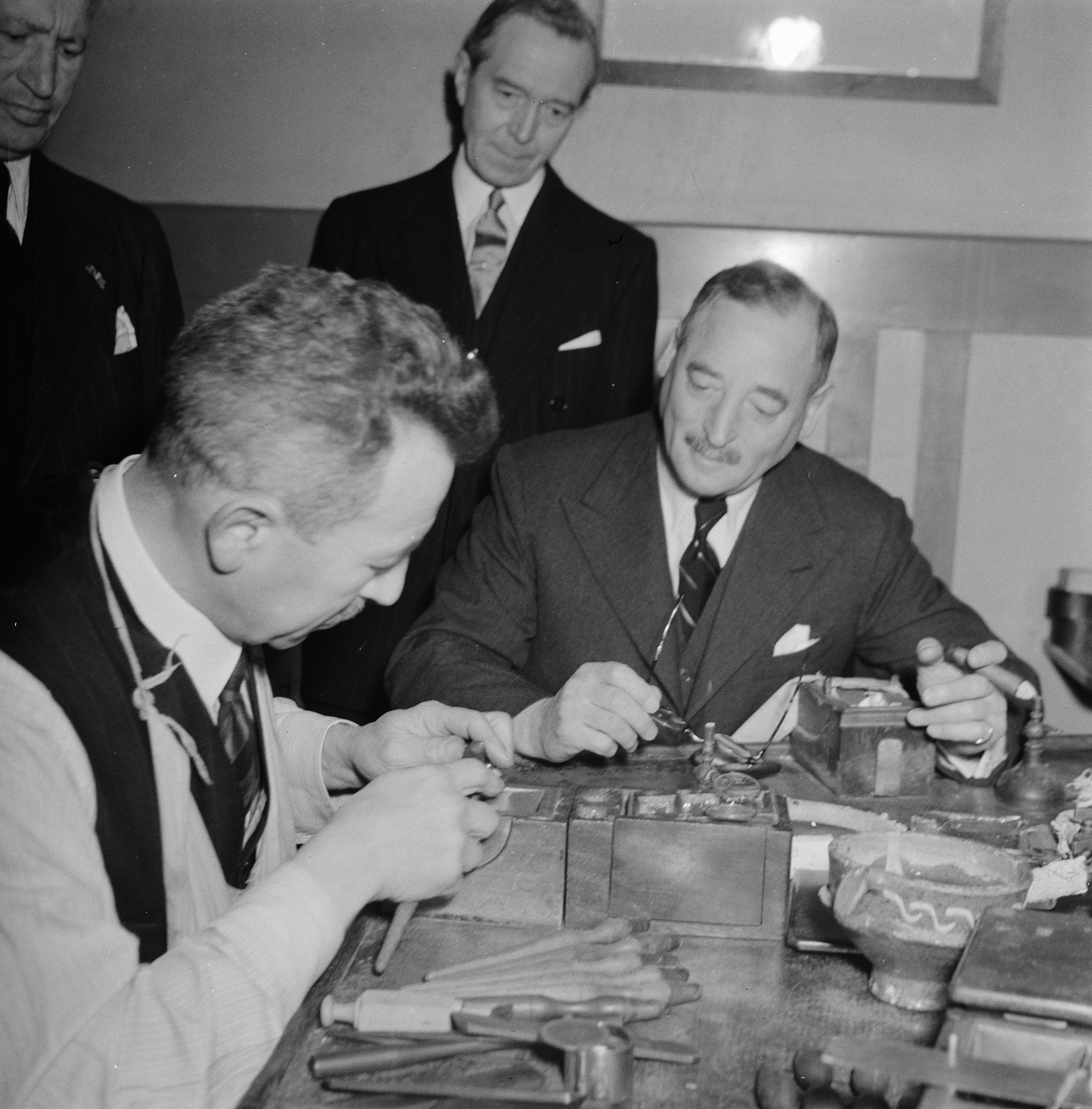
Ernest Oppenheimer (Amsterdam, 1945)

Ernest Oppenheimer (Friedberg, 22 de maio de 1880 — Joanesburgo, 25 de novembro de 1957) foi um empresário de origem alemã que construiu na África do Sul um império baseado na extração mineira (diamantes e ouro) e sua comercialização a nível mundial.
Foi o quinto filho de uma família judaica de Friedberg, no estado alemão de Hessen. O pai era comerciante de tabaco.
Em 1896 (com dezesseis anos) é enviado para Londres, onde terá um emprego como aprendiz numa joalharia. O seu patrão chamava-se Anton Dinkelsbuhler.
Seis anos depois, em 1902, Anton Dinkelsbuhler envia o seu empregado para a África do Sul. Oppenheimer vai ser o seu representante em Kimberley, uma cidade que se tornara um centro de produção de diamantes desde 1871, ano das primeiras descobertas.
Em 1906 casa em Londres com Mary Lina Pollak, filha de um corrector da bolsa. Regressa a Kimberley com a mulher. Em Kimberley, Oppenheimer é eleito presidente da câmara e detém influência.
Primeira Guerra Mundial
Mas os ânimos irão alterar-se com o eclodir da Primeira Guerra Mundial. Um alemão na África do Sul, ainda por cima presidente da câmara, não era popular. Os sentimentos antialemães vão tornar-se ainda mais acerbados quando em Maio de 1915, o navio Lusitânia é afundado por um torpedo alemão, matando 1198 passageiros. Oppenheimer é maltratado em plena rua e decide fugir para Inglaterra.
Os protestos relaxaram, e em 1916, Oppenheimer recebe em Inglaterra um convite para regressar à África do Sul e tomar o posto de Director na companhia De Beers. Ele vai viver agora em Johannesburg, outra cidade de exploração mineira (de ouro).
A 25 de Setembro de 1916, Oppenheimer faz registar uma nova sociedade, tendo como sócio um investidor americano. A empresa chama-se Anglo-American Corporation. Será uma das empresas concessionárias mineiras mais ricas do mundo. O investidor americano é o banco  J.P. Morgan.
Às 7 horas e 40 minutos da manhã de  27 de Setembro de 1918, o navio em que Oppenheimer viajava é afundado por um submarino alemão. Oppenheimer contava-se entre os sobreviventes.
Pós-Guerra
Os seus negócios prosperam. Nos finais dos anos vinte é director geral da Anglo, Presidente da De Beers e deputado no Parlamento Inglês pela União Sul-Africana.  Foi elevado à nobreza pelo Rei George V de Inglaterra.
Nos anos 30, Oppenheimer funda a Central Selling Organisation, uma organização de 180 "sightholders" que detém o controle exclusivo e mundial do mercado de diamantes.
Em 1931, Ernest Oppenheimer deixa o controle dos seus interesses a cargo do seu filho, Harry Oppenheimer.